# Appennino riminese
L'Appennino riminese è la porzione più orientale dell'Appennino tosco-romagnolo. Confina ad ovest con l'Appennino cesenate, a sud-ovest con il massiccio dell'Alpe della Luna (Toscana) e a sud-est con l'Appennino umbro-marchigiano.

## Geografia
Geografia fisica
Questa porzione appenninica comprende la vallata del Conca e dei suoi affluenti, gran parte della valle del Marecchia con i suoi affluenti (ad eccezione del torrente Presale) e la vallata dell'Uso.
Con i suoi 1.415 m s.l.m. la montagna più importante e più alta è il Monte Carpegna. Altre montagne importanti sono il Monte Aquilone (1.354 m s.l.m.), posto sul confine con l'Appennino cesenate, il Monte Palazzolo (1.191 m s.l.m.), il Monte San Marco (1.121 m s.l.m.) e il Monte Montone (1.103 m s.l.m.) tutti e tre posti nel comune di Montecopiolo. Appartiene a pieno titolo a questa sezione anche il Monte Titano, che con i suoi 739 m s.l.m. risulta essere la montagna più alta della Repubblica di San Marino, nonché la montagna più vicina al mare di tutto l'Appennino tosco-romagnolo. 
Il valico più importante è il Passo della Cantoniera, posto a 1.007 m s.l.m. fra i comuni di Carpegna e Pennabilli; mette in comunicazione la Val Foglia con la Valmarecchia. Altri valichi importanti sono il Passo San Marco (1.006 m s.l.m.) nel comune di Montecopiolo e il Passo delle Pratole (1.001 m s.l.m.) fra i comuni di Pennabilli e Montecopiolo, che mettono entrambi in comunicazione la Valmarecchia con la Valconca. 
Geografia politica
Si estende su due province appartenenti a due diverse regioni: parte si trova nella provincia di Rimini, in Emilia-Romagna, l'altra nella provincia di Pesaro-Urbino, nelle Marche. Fino al 2009 l'area era interamente sotto l'amministrazione della seconda citata
Partendo da Rimini in direzione della Toscana, il Marecchia attraversa i seguenti comuni: Santarcangelo, Verucchio, Poggio Torriana, San Leo, Novafeltria, Talamello, Maiolo, Sant'Agata Feltria, Pennabilli, Casteldelci e Badia Tedalda.
Partendo da Misano Adriatico in direzione delle Marche, il Conca attraversa: San Giovanni in Marignano, San Clemente, Morciano, Montefiore Conca, Gemmano, Montescudo-Montecolombo, Sassofeltrio, Mercatino Conca, Monte Grimano Terme, Montecerignone e Montecopiolo.
Come già menzionato, una parte dell'appennino  si estende all'interno della Repubblica di San Marino, dove si trova il Monte Titano e da cui nasce il torrente Marano. Partendo da Riccione in direzione della Repubblica esso attraversa i comuni di Coriano e Montescudo-Montecolombo in territorio italiano e i castelli di Faetano e Montegiardino in territorio sammarinese.

## Parchi e riserve
Nel territorio dell'Appennino riminese si estende il Parco naturale interregionale del Sasso Simone e Simoncello.